# Tracia Răsăriteană
Tracia de Est, Tracia Răsăriteană, ori Tracia Turcească (în limbile turcă Doğu Trakya sau Trakya, bulgară Източна Тракия, transliterat: Iztocina Trakiia, greacă Ανατολική Θράκη, transliterat: Anatoliki Thraki), este o regiune a Turciei europene contemporane, în estul regiunii istorice Tracia. Cea mai mare parte a teritoriului Turciei se află în Asia Mică (Anatolia). Tracia Turcească este numită uneori și Turcia Europeană. Această zonă include centrul istoric al vechiului Istanbul (Constantinopolul medieval) și orașe importante precum Edirne (capitala istorică a vilayetului otoman al întregii Tracii), Tekirdağ, Çorlu, Lüleburgaz și Kırklareli.

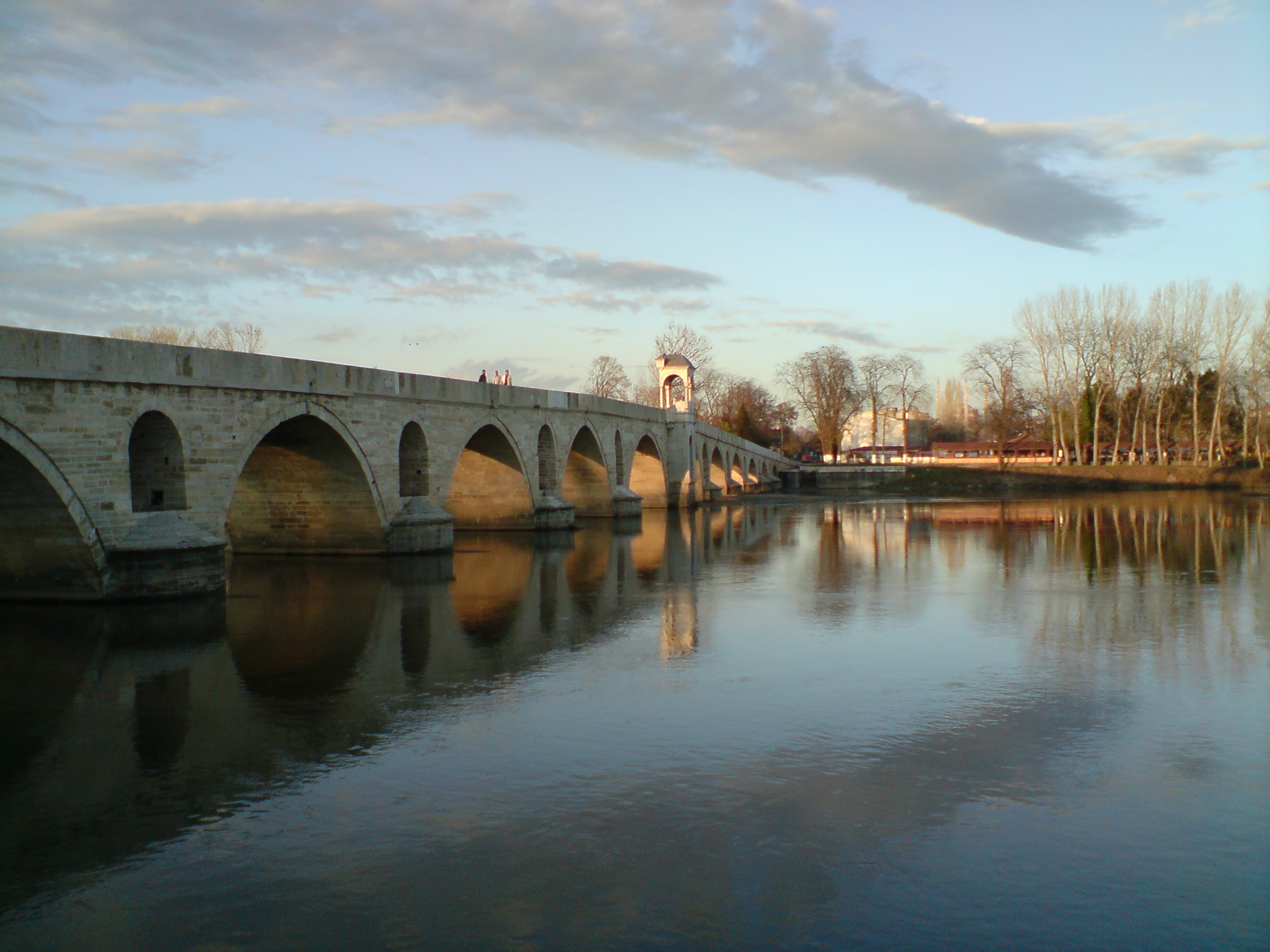
Râul Marița, (Meriç în turcă), care formează frontiera vestică a Traciei Turcești

## Provincii
Regiunea cuprinde trei provincii republicane: Edirne, Kırklareli și Tekirdağ, și părți ale proviciilor İstanbul ( districtul Çatalca, cunoscută ș ca Avrupa Yakası pentru locuitorii İstanbului) și Çanakkale. Pe de altă parte, Istanbulul, Peninsula Gelibolu (Gallipoli) și Gökçeada (ultimele făcând parte din provincia Çanakkale) nu sunt considerate întotdeauna ca părți ale Traciei Turcești. 
 
| Provincia                                           | Suprafața (km²) | Populația (2008 census) | Densitatea populației (loc/km²) |
| --------------------------------------------------- | --------------- | ----------------------- | ------------------------------- |
| Provincii care au făcut parte din vilayetul Edirne: |                 |                         |                                 |
| Edirne                                              | 6,279           | 394,644                 | 62.8                            |
| Kırklareli                                          | 6,550           | 336,942                 | 51.4                            |
| Tekirdağ                                            | 6,218           | 770,772                 | 123.9                           |
| Subtotal                                            | 19,047          | 1,502,358               | 78.8                            |
| İstanbul (zona europeană)                           | 3,421           | 8,232,849               | 2406.5                          |
| Çanakkale (zona europeană)                          | 1,296           | 64,268                  | 49.5                            |
| Total                                               | 23,764          | 9,799,745               | 824.7                           |